# ايمانويل خيمينيز
ايمانويل خيمينيز (بالإسبانية: Emmanuel Giménez)‏ هو لاعب كرة قدم أرجنتيني، ولد في 19 فبراير 1984 في سان ميغيل دي توكومان في الأرجنتين. لعب مع ديبورتيس أنتوفاغاستا.

## وصلات خارجية
- ايمانويل خيمينيز على موقع قاعدة بيانات كرة القدم.إي يو (الإنجليزية)
- ايمانويل خيمينيز على موقع Soccerway.com (الإنجليزية)
- ايمانويل خيمينيز على موقع AS.com (الإسبانية)